# 撒馬爾罕 (小說)
《撒馬爾罕》是一部發表於1988年的歷史小說，由黎巴嫩裔法國作家阿敏·馬盧夫所著，故事圍繞11世紀波斯詩人奧瑪·開儼和他的詩集《魯拜集》展開。小說獲得法國新聞通訊社文學獎。《撒馬爾罕》於2011年2月1日發行中譯本，由臺灣河中文化實業有限公司出版。

## 內容概述
小說開篇引用詩句：
而現在，你看，那撒馬爾罕，
她不是大地之后嗎？她的榮耀
不是凌駕於所有城池嗎？她的手
不是握有他們的命運嗎？——埃德加·愛倫·坡（1809-1849）
小說前半部份的故事背景設置於11世紀的波斯（今伊朗）和中亞，圍繞一名科學家、一名哲學家和詩人奧瑪·開儼展開，並以塞爾柱帝國的歷史為背景講述了《魯拜集》的成書過程，奧瑪與帝國大臣阿布·阿里·赫珊·伊本·阿里·圖斯和阿薩辛派的哈桑·沙巴之間的互動，以及他同撒馬爾罕宮廷女詩人的愛情。後半部份記述一名虛構的美國人班傑明·O·勒薩吉試圖找到《魯拜集》的原始寫本（虛構），他於1905至1907年間目睹了波斯立憲革命的歷史，最後他找到的寫本隨鐵達尼號沈入大西洋。

## 評論
艾赫梅得·拉辛德在英國《獨立報》上寫道：「馬盧夫的這部小說引人入勝，也是他首次將那個時代的人事物寫進小說。此書已遠遠超越一般的歷史小說，故事猶如精緻刺繡的東方地毯，將貫穿數個世紀錯綜複雜的情節，與詩文、哲學、蘇非主義者的激情和現代主義編織在一起。」